# Migliaro (Italien)
Migliaro (emilianisch: Mjàr) ist eine Fraktion und Gemeindesitz der italienischen Gemeinde (comune) Fiscaglia in der Provinz Ferrara in der Emilia-Romagna.

## Geographie
Der Ort liegt etwa 28,5 Kilometer ostsüdöstlich von Ferrara am Po di Volano auf einer Höhe von 1 m. s. l. m.

Das Wappen der ehemaligen Gemeinde

## Geschichte
Bis 2013 war Migliaro eine eigenständige Gemeinde. Am 1. Januar 2014 schloss sich Migliaro mit Migliarino und Massa Fiscaglia zur neuen Gemeinde Fiscaglia zusammen. Die Gemeinde zählte am 31. Dezember 2013 2216 Einwohner auf einer Fläche von 22,38 km². Nachbargemeinden waren Massa Fiscaglia, Migliarino und Ostellato.

## Verkehr
Eine Bahnstation besteht an der Nebenstrecke von Ferrara nach Codigoro.

## Gemeindepartnerschaft
- Tréveneuc, Département Côtes-d’Armor